# スズキ・イーコ
イーコ（EECO）は、インドのスズキの子会社であるマルチ・スズキ・インディアによって生産・販売される小型バンである。既に生産終了となったヴァーサの小型版にあたり、インド市場における安全基準に適合出来ずに2019年に生産終了したオムニの後継車にもあたる。
2022年以降は中東市場等に輸出される。

## 概要

### ヴァーサ
2001年にエブリイランディ1.3をベースに発売。1298ccのG13BB型エンジンが搭載された。最高出力は82psを発揮し、5速MTと組み合わされた。グレード展開はSTD、DX、DX2の3種類が用意された。
後の2009年末に生産終了となった。

### イーコ
2010年1月にイーコを発売。デュアルブロワーエアコンやカラードバンパー等、外装デザインを一部見直し、ヘッドランプはより近代的なデザインに変更された。1196ccのG12B型が搭載された。最高出力は72psを発揮し、5速MTもヴェルサと共通である。ヴェルサとの相違点としては、メーカーオプションでCNG車が設定され、後にi-GPIを採用してS-CNGとして販売された。
2019年3月、サイドエアバッグ、アンチロック・ブレーキ・システム、シートベルトリマインダーシステム、スピードアラート、リバースパーキングセンサーといった安全装備を全車に標準装備した。
2022年11月22日に一部改良を実施。新設定された1.2L スズキ・K12N型デュアルジェット搭載のガソリン車は、最高出力が10％向上し、80.76馬力を発揮。燃費性能も向上し、ガソリン車は25％改善され、20.20km/L、CNG車は29％改善され、27.05km/Lを達成した。また、エスプレッソから流用したデジタルスピードメーター、エンジンイモビライザー、新型ステアリング・ホイールとステアリングコラム、回転ダイヤル、キャビンエアフィルター、照明付ハザードランプスイッチ、デュアルエアバッグが採用された。また、フラットな荷室を採用した事により、荷室容量は60L増加した。同時に中東へ輸出も開始された。
2人乗り商用仕様から5人乗りおよび7人乗り乗用仕様、救急車仕様等、商用・乗用合わせ全13グレードが展開された。
価格設定は51万200インド・ルピー（約83万円）から81万3200インド・ルピー（約132万円）となった。
マルチ・スズキ・インディアでマーケティング＆セールス担当上級執行役員を務めるシャシャンク・スリバスタバは「イーコは発売以来、過去10年間で975万人以上のお客さまに選ばれ、セグメントで93％の市場シェアを持つ、紛れもないリーダー的存在となっている」とした上で、「イーコは今後もこのセグメントを席巻し、お客さまからさらに多くの賞賛を得られると確信しています」とコメントした。
また、イーコの累計販売台数100万台突破については「お客様が私たちを信頼してくださり、イーコが国内で最も売れているバンになったことに感謝します」とコメントした。
イーコは、同セグメントにおいて94％のシェアを誇り、マルチ・スズキ・インディアは「インドで最も愛されているバン」としている。

## 安全性
エアバッグやアンチロック・ブレーキ・システム、前席シートベルトプリテンショナー等を無装備のインド市場向けモデルは、2016年に実施されたNCAPによる衝突試験で、成人乗員保護性能が0つ星、子供乗員保護性能が2つ星という結果となった。